# كيب أندرسون
كيب أندرسون (بالإنجليزية: Kip Anderson)‏ هو كاتب أغاني ومغني أمريكي، ولد في 24 يناير 1938، وتوفي في 29 أغسطس 2007.

## وصلات خارجية
- كيب أندرسون على موقع ميوزك برينز (الإنجليزية)
- كيب أندرسون على موقع أول ميوزيك (الإنجليزية)
- كيب أندرسون على موقع ديسكوغز (الإنجليزية)